# Palpigradi
Palpigradi é uma ordem de aracnídeos. Existem, atualmente, 85 espécies conhecidas de palpígrados classificadas em 6 gêneros e 2 famílias. A maioria possui menos de 1,5mm de comprimento e nenhuma espécie é maior do que 3mm. Os palpígrados são aracnídeos cegos que vivem em áreas intersticiais do solo, detritos, cavernas e outros ambientes endógenos. Habitam tanto regiões tropicais e subtropicais como também ambientes subterrâneos europeus.
No Brasil, há apenas cinco espécies conhecidas: Eukoenenia roquetti, no Rio de Janeiro, E. janetscheki, na Amazônia, E. maquinensis e E. ferratilis, em Minas Gerais e E.spelunca, no Espírito Santo. Muitas das suas características incomuns, incluindo seu tamanho, são adaptações evolutivas para a vida em espaços reduzidos.

## Morfologia
O cefalotórax está dividido em uma região anterior grande comporta por quatro segmentos anteriores fundidos e cobertos por uma carapaça, e dois segmentos posteriores independentes e cobertos por tergitos distintos. Uma divisão semelhante do cefalotórax pode ser observada em uropígios esquizômidos, que vivem em ambientes muito semelhantes aos do palpígrados. A semelhança entre os cefalotórax dessas duas ordens de aracnídeos parece ser uma adaptação evolutiva convergente para aumentar a flexibilidade da movimentação em espaços pequenos. As quelíceras são triarticulada.  O abdome é composto por um pré-abdome com oito segmentos e um pós-abdome com três segmentos. O pós-abdome termina em um flagelo anteniforme longo.  Os pedipalpos são relativamente longos e semelhantes a pernas. O seu primeiro par de pernas é anteniforme e possuem um papel sensorial.

## Fisiologia
Ambos os pares de pulmões foliáceos, estrutura através da qual a maioria dos aracnídeos respira, foram perdidos ao longo da evolução deste animal e não se conhece nenhuma outra estrutura respiratória nos palpígrados. Túbulos de Malpighi, uma estrutura cuja função é a excreção muito comum em outros aracnídeos, também estão ausentes, mas existe um par de nefrídios saculiformes que eliminam as excretas.
O sistema hemal é reduzido, mas inclui um coração tubular. O trato alimentar consiste de uma boca, faringe, esôfago, mesentério com seus cecos, reto e ânus. Os cecos, estruturas bastante comuns no trato alimentar de aracnídeos, estão situados no prossoma (um par) e no opistossoma (três pares). Dentro ou ao redor do trato alimentar já foram descritas células vacuolizadas contendo inclusões dentro de seus vacúolos. Os olhos estão ausentes e as principais cerdas sensoriais são os tricobótrios.
Quanto à reprodução, a transferência de espermatozoides é indireta e é efetuada através de um espermatóforo. O sistema reprodutivo da fêmea é composto por dois ovários e dois oviductos que convergem no útero. O sistema reprodutivo do macho é composto por um par de testes.

## Ecologia
Trabalhos científicos abordando os palpígrados, em sua maioria, descrevem a morfologia e anatomia do animal, mas não há quase nada disponível sobre seus hábitos de vida. Isso acontece devido a complicações técnicas na hora da coleta, aos ambientes escondidos onde eles vivem, ao tamanho reduzido e à dificuldade de observação do modo de vida na natureza deste aracnídeo. No entanto, existem dados de que, além de predadores, os palpígrados podem ser necrófagos, onívoros, saprófagos e bacteriófagos, como a espécies eslovaca Eukoenenia spelacea, que se alimenta de cianobactérias nas cavernas onde vive.

## Filogenia
A posição filogenética dos palpígrados dentro do grupo Arachnida ainda é muito debatida. Alguns pesquisadores consideram os palpígrados como sendo um grupo irmão da linhagem dos Tetrapulmonata baseados na morfologia destes aracnídeos, assim como na combinação de dados morfológicos e moleculares dos Chelicerata. O clado dos Tetrapulmonata é composto por quatro ordens de aracnídeos, a saber Araneae, Amblypygi, Uropygi, Schizomida e a ordem extinta Trigonotarbida. Outros pesquisadores consideram os palpígrados mais próximos evolutivamente dos ácaros acariformes. Ainda, a última análise combinada de filogenia dos aracnídeos, que incluiu também marcadores moleculares de palpígrados, colocou o grupo Palpigradi em um clado que também envolve as ordens Ricinulei, Trigonotarbida, Acari e o grupo dos Tetrapulmonata.
As relações de parentesco dos palpígrados com outros aracnídeos ainda é muito controversa e requer mais dados para que sua posição filogenética seja determinada.